# Mydrosoma
Mydrosoma is een geslacht van vliesvleugelige insecten uit de familie Colletidae.

## Soorten
- M. aterrimum (Friese, 1925)
- M. bohartorum Michener, 1986
- M. brooksi Michener, 1986
- M. inusitatum (Snelling, 1980)
- M. longitarse (Friese, 1925)
- M. micheneri Packer, 2007
- M. opalinum (Smith, 1862)
- M. saussurei (Vachal, 1909)
- M. serratum (Friese, 1899)
- M. sinaloa Michener, 1986